# ويليام غورلي
ويليام غورلي هو سياسي أمريكي، ولد في 16 مارس 1821، وتوفي في 11 يناير 1887. انتخب عضو جمعية ولاية نيويورك ‏.